# ساروجینی نایدو
ساروجینی نایدو (۱۳ فوریه ۱۸۹۷ - ۲ مارس ۱۹۴۹) کنشگر استقلال هند و شاعربانوی هندی بود. سه دیوان شعر ازو به‌جا مانده است. 